# Phaonia ontakensis
Phaonia ontakensis är en tvåvingeart som beskrevs av Shinonaga 2003. Phaonia ontakensis ingår i släktet Phaonia och familjen husflugor. Inga underarter finns listade i Catalogue of Life.